# Nueva Esperanza, Yajalón
Nueva Esperanza är en ort i Mexiko.   Den ligger i kommunen Yajalón och delstaten Chiapas, i den sydöstra delen av landet, 800 km öster om huvudstaden Mexico City. Nueva Esperanza ligger 1 041 meter över havet och antalet invånare är 123.
Terrängen runt Nueva Esperanza är kuperad österut, men västerut är den bergig. Terrängen runt Nueva Esperanza sluttar norrut. Runt Nueva Esperanza är det ganska tätbefolkat, med 56 invånare per kvadratkilometer. Närmaste större samhälle är Yajalón, 8,1 km sydväst om Nueva Esperanza. I omgivningarna runt Nueva Esperanza växer i huvudsak städsegrön lövskog.